# Черних Микола Степанович
Мико́ла Степа́нович Черни́х (6 жовтня 1931, м. Усмань, Центрально-Чорноземна область, нині Усманського району, Липецької області — 25 травня 2004, Москва, Російська Федерація) — радянський та український астроном.

## Життєпис
Народився в місті Усмані Центрально-Чорноземної області (нині адміністративний центр Усманського району Липецької області) в родині тракториста. Коли хлопчикові було 9 років, в березні 1941, сім'я переїхала до Іркутській області — у село Шерагул Тулунського району.
Закінчивши школу, пішов в армію. Після служби, щоб займатися астрономією, у 1954 році вступив до Іркутського педагогічного інституту. На вступних іспитах Микола познайомився з Людмилою — майбутньою дружиною.
У студентські роки був старостою групи. Із спогадів Миколи Черних:
| Відкриті астероїди: 537                                                                               | Відкриті астероїди: 537 | Відкриті астероїди: 537 |
| --- | ----------------------- | ----------------------- |
| 1 | 1796 Riga               | травня 16, 1966         |
| 2 | 1836 Komarov            | липня 26, 1971          |
| 3 | 1907 Rudneva            | вересня 11, 1972        |
| 4 | 1908 Pobeda             | вересня 11, 1972        |
| 5 | 2004 Lexell             | вересня 22, 1973        |
| 6 | 2006 Polonskaya         | вересня 22, 1973        |
| 7 | 2036 Sheragul           | вересня 22, 1973        |
| 8 | 2113 Ehrdni             | вересня 11, 1972        |
| 9 | 2123 Vltava             | вересня 22, 1973        |
| 10 | 2149 Schwambraniya      | березня 22, 1977        |
| 11 | 2164 Lyalya             | вересня 11, 1972        |
| 12 | 2178 Kazakhstania       | вересня 11, 1972        |
| 13 | 2190 Coubertin          | квітня 2, 1976          |
| 14 | 2206 Gabrova            | квітня 1, 1976          |
| 15 | 2207 Antenor            | серпня 19, 1977         |
| 16 | 2208 Pushkin            | серпня 22, 1977         |
| 17 | 2222 Lermontov          | вересня 19, 1977        |
| 18 | 2228 Soyuz-Apollo       | липня 19, 1977          |
| 19 | 2238 Steshenko          | вересня 11, 1972        |
| 20 | 2251 Tikhov             | вересня 19, 1977        |
| 21 | 2254 Requiem            | серпня 19, 1977         |
| 22 | 2269 Efremiana          | травня 2, 1976          |
| 23 | 2286 Fesenkov           | липня 14, 1977          |
| 24 | 2287 Kalmykia           | серпня 22, 1977         |
| 25 | 2293 Guernica           | березня 13, 1977        |
| 26 | 2294 Andronikov         | серпня 14, 1977         |
| 27 | 2295 Matusovskij        | серпня 19, 1977         |
| 28 | 2297 Daghestan          | вересня 1, 1978         |
| 29 | 2312 Duboshin           | квітня 1, 1976          |
| 30 | 2323 Zverev             | вересня 24, 1976        |
| 31 | 2338 Bokhan             | серпня 22, 1977         |
| 32 | 2354 Lavrov[1]          | серпня 9, 1978          |
| 33 | 2361 Gogol              | квітня 1, 1976          |
| 34 | 2362 Mark Twain         | вересня 24, 1976        |
| 35 | 2369 Chekhov            | квітня 4, 1976          |
| 36 | 2372 Proskurin          | вересня 13, 1977        |
| 37 | 2376 Martynov           | серпня 22, 1977         |
| 38 | 2377 Shcheglov          | серпня 31, 1978         |
| 39 | 2388 Gase               | березня 13, 1977        |
| 40 | 2389 Dibaj              | серпня 19, 1977         |
| 41 | 2394 Nadeev             | вересня 22, 1973        |
| 42 | 2402 Satpaev            | липня 31, 1979          |
| 43 | 2408 Astapovich         | серпня 31, 1978         |
| 44 | 2416 Sharonov           | липня 31, 1979          |
| 45 | 2420 Čiurlionis         | жовтня 3, 1975          |
| 46 | 2426 Simonov            | травня 26, 1976         |
| 47 | 2427 Kobzar             | грудня 20, 1976         |
| 48 | 2428 Kamenyar           | вересня 11, 1977        |
| 49 | 2431 Skovoroda          | серпня 8, 1978          |
| 50 | 2439 Ulugbek            | серпня 21, 1977         |
| | 2450 Ioannisiani        | вересня 1, 1978         |
| | 2458 Veniakaverin       | вересня 11, 1977        |
| | 2473 Heyerdahl          | вересня 12, 1977        |
| | 2476 Andersen           | травня 2, 1976          |
| | 2477 Biryukov           | серпня 14, 1977         |
| | 2492 Kutuzov            | липня 14, 1977          |
| | 2497 Kulikovskij        | серпня 14, 1977         |
| | 2498 Tsesevich          | серпня 23, 1977         |
| | 2506 Pirogov            | серпня 26, 1976         |
| | 2508 Alupka             | березня 13, 1977        |
| | 2509 Chukotka           | липня 14, 1977          |
| | 2520 Novorossijsk       | серпня 26, 1976         |
| | 2529 Rockwell Kent      | серпня 21, 1977         |
| | 2553 Viljev             | березня 29, 1979        |
| | 2563 Boyarchuk          | березня 22, 1977        |
| | 2564 Kayala             | серпня 19, 1977         |
| | 2566 Kirghizia          | березня 29, 1979        |
| | 2577 Litva              | березня 12, 1975        |
| | 2579 Spartacus          | серпня 14, 1977         |
| | 2580 Smilevskia         | серпня 18, 1977         |
| | 2584 Turkmenia          | березня 23, 1979        |
| | 2585 Irpedina           | липня 21, 1979          |
| | 2593 Buryatia           | квітня 2, 1976          |
| | 2606 Odessa             | квітня 1, 1976          |
| | 2607 Yakutia            | липня 14, 1977          |
| | 2609 Kiril-Metodi[1]    | серпня 9, 1978          |
| | 2610 Tuva               | вересня 5, 1978         |
| | 2625 Jack London        | травня 2, 1976          |
| | 2626 Belnika            | серпня 8, 1978          |
| | 2627 Churyumov          | серпня 8, 1978          |
| | 2644 Victor Jara        | вересня 22, 1973        |
| | 2646 Abetti             | березня 13, 1977        |
| | 2656 Evenkia            | квітня 25, 1979         |
| | 2657 Bashkiria          | вересня 23, 1979        |
| | 2668 Tataria            | серпня 26, 1976         |
| | 2670 Chuvashia          | серпня 14, 1977         |
| | 2671 Abkhazia           | серпня 21, 1977         |
| | 2700 Baikonur           | грудня 20, 1976         |
| | 2701 Cherson            | вересня 1, 1978         |
| | 2703 Rodari             | березня 29, 1979        |
| | 2711 Aleksandrov        | серпня 31, 1978         |
| | 2721 Vsekhsvyatskij     | вересня 22, 1973        |
| | 2722 Abalakin           | квітня 1, 1976          |
| | 2723 Gorshkov           | серпня 31, 1978         |
| | 2724 Orlov              | вересня 13, 1978        |
| | 2726 Kotelnikov         | вересня 22, 1979        |
| | 2727 Paton              | вересня 22, 1979        |
| | 2728 Yatskiv            | вересня 22, 1979        |
| | 2734 Hašek              | квітня 1, 1976          |
| | 2746 Hissao             | вересня 22, 1979        |
| | 2758 Cordelia           | вересня 1, 1978         |
| | 2769 Mendeleev          | квітня 1, 1976          |
| | 2770 Tsvet              | вересня 19, 1977        |
| | 2776 Baikal             | вересня 25, 1976        |
| | 2777 Shukshin           | вересня 24, 1979        |
| | 2783 Chernyshevskij     | вересня 14, 1974        |
| | 2785 Sedov              | серпня 31, 1978         |
| | 2786 Grinevia           | вересня 6, 1978         |
| | 2787 Tovarishch         | вересня 13, 1978        |
| | 2792 Ponomarev          | березня 13, 1977        |
| | 2793 Valdaj             | серпня 19, 1977         |
| | 2794 Kulik              | серпня 8, 1978          |
| | 2809 Vernadskij         | серпня 31, 1978         |
| | 2810 Lev Tolstoj        | вересня 13, 1978        |
| | 2832 Lada               | березня 6, 1975         |
| | 2833 Radishchev[1]      | серпня 9, 1978          |
| | 2836 Sobolev            | грудня 22, 1978         |
| | 2849 Shklovskij         | квітня 1, 1976          |
| | 2859 Paganini           | вересня 5, 1978         |
| | 2862 Vavilov            | травня 15, 1977         |
| | 2867 Šteins             | листопада 4, 1969       |
| | 2869 Nepryadva          | вересня 7, 1980         |
| | 2883 Barabashov         | вересня 13, 1978        |
| | 2887 Krinov             | серпня 22, 1977         |
| | 2910 Yoshkar-Ola        | жовтня 11, 1980         |
| | 2915 Moskvina           | серпня 22, 1977         |
| | 2916 Voronveliya        | серпня 8, 1978          |
| | 2922 Dikan'ka           | квітня 1, 1976          |
| | 2951 Perepadin          | вересня 13, 1977        |
| | 2952 Lilliputia         | вересня 22, 1979        |
| | 2953 Vysheslavia        | вересня 24, 1979        |
| | 2966 Korsunia           | березня 13, 1977        |
| | 2967 Vladisvyat         | вересня 19, 1977        |
| | 2968 Iliya              | серпня 31, 1978         |
| | 2969 Mikula             | вересня 5, 1978         |
| | 2983 Poltava            | вересня 2, 1981         |
| | 2995 Taratuta           | серпня 31, 1978         |
| | 3006 Livadia            | вересня 24, 1979        |
| | 3009 Coventry           | вересня 22, 1973        |
| | 3012 Minsk              | серпня 27, 1979         |
| | 3013 Dobrovoleva        | вересня 23, 1979        |
| | 3027 Shavarsh           | серпня 8, 1978          |
| | 3038 Bernes             | серпня 31, 1978         |
| | 3053 Dresden            | серпня 18, 1977         |
| | 3054 Strugatskia        | вересня 11, 1977        |
| | 3072 Vilnius            | вересня 5, 1978         |
| | 3073 Kursk              | вересня 24, 1979        |
| | 3084 Kondratyuk         | серпня 19, 1977         |
| | 3094 Chukokkala         | березня 23, 1979        |
| | 3100 Zimmerman          | березня 13, 1977        |
| | 3112 Velimir            | серпня 22, 1977         |
| | 3113 Chizhevskij        | вересня 1, 1978         |
| | 3120 Dangrania          | вересня 14, 1979        |
| | 3128 Obruchev           | березня 23, 1979        |
| | 3148 Grechko            | вересня 24, 1979        |
| | 3158 Anga               | вересня 24, 1976        |
| | 3170 Dzhanibekov        | вересня 24, 1979        |
| | 3186 Manuilova          | вересня 22, 1973        |
| | 3189 Penza              | вересня 13, 1978        |
| | 3191 Svanetia           | вересня 22, 1979        |
| | 3195 Fedchenko          | серпня 8, 1978          |
| | 3196 Maklaj             | вересня 1, 1978         |
| | 3204 Lindgren           | вересня 1, 1978         |
| | 3213 Smolensk           | липня 14, 1977          |
| | 3224 Irkutsk            | вересня 11, 1977        |
| | 3230 Vampilov           | June 8, 1972            |
| | 3233 Krisbarons         | вересня 9, 1977         |
| | 3234 Hergiani           | серпня 31, 1978         |
| | 3238 Timresovia         | листопада 8, 1975       |
| | 3242 Bakhchisaraj       | вересня 22, 1979        |
| | 3246 Bidstrup           | квітня 1, 1976          |
| | 3261 Tvardovskij        | вересня 22, 1979        |
| | 3283 Skorina            | серпня 27, 1979         |
| | 3298 Massandra          | липня 21, 1979          |
| | 3302 Schliemann         | вересня 11, 1977        |
| | 3306 Byron              | вересня 24, 1979        |
| | 3311 Podobed            | серпня 26, 1976         |
| | 3323 Turgenev           | вересня 22, 1979        |
| | 3348 Pokryshkin         | березня 6, 1978         |
| | 3349 Manas              | березня 23, 1979        |
| | 3358 Anikushin          | вересня 1, 1978         |
| | 3359 Purcari            | вересня 13, 1978        |
| | 3372 Bratijchuk         | вересня 24, 1976        |
| | 3373 Koktebelia         | серпня 31, 1978         |
| | 3385 Bronnina           | вересня 24, 1979        |
| | 3399 Kobzon             | вересня 22, 1979        |
| | 3408 Shalamov           | серпня 18, 1977         |
| | 3409 Abramov            | вересня 9, 1977         |
| | 3436 Ibadinov           | вересня 24, 1976        |
| | 3444 Stepanian          | вересня 7, 1980         |
| | 3448 Narbut             | серпня 22, 1977         |
| | 3461 Mandelshtam        | вересня 18, 1977        |
| | 3466 Ritina             | березня 6, 1975         |
| | 3470 Yaronika           | березня 6, 1975         |
| | 3471 Amelin             | серпня 21, 1977         |
| | 3493 Stepanov           | квітня 3, 1976          |
| | 3504 Kholshevnikov      | вересня 3, 1981         |
| | 3517 Tatianicheva       | вересня 24, 1976        |
| | 3518 Florena            | серпня 18, 1977         |
| | 3535 Ditte              | вересня 24, 1979        |
| | 3544 Borodino           | вересня 7, 1977         |
| | 3557 Sokolsky           | серпня 19, 1977         |
| | 3575 Anyuta             | лютого 26, 1984         |
| | 3576 Galina             | лютого 26, 1984         |
| | 3591 Vladimirskij       | серпня 31, 1978         |
| | 3599 Basov              | серпня 8, 1978          |
| | 3601 Velikhov           | вересня 22, 1979        |
| | 3618 Kuprin             | серпня 20, 1979         |
| | 3632 Grachevka          | вересня 24, 1976        |
| | 3653 Klimishin          | квітня 25, 1979         |
| | 3656 Hemingway          | серпня 31, 1978         |
| | 3660 Lazarev            | серпня 31, 1978         |
| | 3661 Dolmatovskij       | жовтня 16, 1979         |
| | 3710 Bogoslovskij       | вересня 13, 1978        |
| | 3723 Voznesenskij       | квітня 1, 1976          |
| | 3738 Ots                | серпня 19, 1977         |
| | 3739 Rem                | вересня 8, 1977         |
| | 3762 Amaravella         | серпня 26, 1976         |
| | 3787 Aivazovskij        | вересня 11, 1977        |
| | 3799 Novgorod           | вересня 22, 1979        |
| | 3816 Chugainov          | листопада 8, 1975       |
| | 3818 Gorlitsa           | серпня 20, 1979         |
| | 3835 Korolenko          | вересня 23, 1977        |
| | 3836 Lem                | вересня 22, 1979        |
| | 3839 Bogaevskij         | липня 26, 1971          |
| | 3845 Neyachenko         | вересня 22, 1979        |
| | 3856 Lutskij            | серпня 26, 1976         |
| | 3883 Verbano            | вересня 7, 1972         |
| | 3884 Alferov            | березня 13, 1977        |
| | 3885 Bogorodskij        | квітня 25, 1979         |
| | 3886 Shcherbakovia      | вересня 3, 1981         |
| | 3923 Radzievskij        | вересня 24, 1976        |
| | 3942 Churivannia        | вересня 11, 1977        |
| | 3945 Gerasimenko        | серпня 14, 1982         |
| | 3965 Konopleva          | листопада 8, 1975       |
| | 3966 Cherednichenko     | вересня 24, 1976        |
| | 3986 Rozhkovskij        | вересня 19, 1985        |
| | 4009 Drobyshevskij      | березня 13, 1977        |
| | 4010 Nikol'skij         | серпня 21, 1977         |
| | 4011 Bakharev           | вересня 28, 1978        |
| | 4013 Ogiria             | липня 21, 1979          |
| | 4014 Heizman            | вересня 28, 1979        |
| | 4067 Mikhel'son         | жовтня 11, 1966         |
| | 4074 Sharkov            | жовтня 22, 1981         |
| | 4115 Peternorton        | серпня 29, 1982         |
| | 4141 Nintanlena         | серпня 8, 1978          |
| | 4165 Didkovskij         | квітня 1, 1976          |
| | 4187 Shulnazaria        | квітня 11, 1978         |
| | 4188 Kitezh             | квітня 25, 1979         |
| | 4189 Sayany             | вересня 22, 1979        |
| | 4233 Pal'chikov         | вересня 11, 1977        |
| | 4234 Evtushenko         | травня 6, 1978          |
| | 4236 Lidov              | березня 23, 1979        |
| | 4237 Raushenbakh        | вересня 24, 1979        |
| | 4271 Novosibirsk        | квітня 3, 1976          |
| | 4274 Karamanov          | вересня 6, 1980         |
| | 4280 Simonenko          | серпня 13, 1985         |
| | 4306 Dunaevskij         | вересня 24, 1976        |
| | 4308 Magarach           | серпня 9, 1978          |
| | 4315 Pronik             | вересня 24, 1979        |
| | 4316 Babinkova          | жовтня 14, 1979         |
| | 4389 Durbin             | квітня 1, 1976          |
| | 4391 Balodis            | серпня 21, 1977         |
| | 4392 Agita              | вересня 13, 1978        |
| | 4428 Khotinok           | вересня 18, 1977        |
| | 4429 Chinmoy            | вересня 12, 1978        |
| | 4464 Vulcano            | жовтня 11, 1966         |
| | 4468 Pogrebetskij       | вересня 24, 1976        |
| | 4470 Sergeev-Censkij    | серпня 31, 1978         |
| | 4472 Navashin           | жовтня 15, 1980         |
| | 4480 Nikitibotania      | серпня 24, 1985         |
| | 4515 Khrennikov         | вересня 28, 1973        |
| | 4516 Pugovkin           | вересня 28, 1973        |
| | 4518 Raikin             | квітня 1, 1976          |
| | 4519 Voronezh           | грудня 18, 1976         |
| | 4520 Dovzhenko          | серпня 22, 1977         |
| | 4521 Akimov             | березня 29, 1979        |
| | 4534 Rimskij-Korsakov   | серпня 6, 1986          |
| | 4561 Lemeshev           | вересня 13, 1978        |
| | 4592 Alkissia           | вересня 24, 1979        |
| | 4618 Shakhovskoj        | вересня 12, 1977        |
| | 4619 Polyakhova         | вересня 11, 1977        |
| | 4621 Tambov             | серпня 27, 1979         |
| | 4653 Tommaso            | квітня 1, 1976          |
| | 4654 Gor'kavyj          | вересня 11, 1977        |
| | 4655 Marjoriika         | вересня 1, 1978         |
| | 4657 Lopez              | вересня 22, 1979        |
| | 4658 Gavrilov           | вересня 24, 1979        |
| | 4683 Veratar            | квітня 1, 1976          |
| | 4685 Karetnikov         | вересня 27, 1978        |
| | 4686 Maisica            | вересня 22, 1979        |
| | 4687 Brunsandrej        | вересня 24, 1979        |
| | 4728 Lyapidevskij       | листопада 11, 1979      |
| | 4737 Kiladze            | серпня 24, 1985         |
| | 4777 Aksenov            | вересня 24, 1976        |
| | 4780 Polina             | квітня 25, 1979         |
| | 4786 Tatianina          | серпня 13, 1985         |
| | 4813 Terebizh           | вересня 11, 1977        |
| | 4814 Casacci            | вересня 1, 1978         |
| | 4852 Pamjones           | травня 15, 1977         |
| | 4882 Divari             | серпня 21, 1977         |
| | 4883 Korolirina         | вересня 5, 1978         |
| | 4884 Bragaria           | липня 21, 1979          |
| | 4920 Gromov             | серпня 8, 1978          |
| | 4935 Maslachkova        | серпня 13, 1985         |
| | 4964 Kourovka           | липня 21, 1979          |
| | 4982 Bartini            | серпня 14, 1977         |
| | 4983 Schroeteria        | вересня 11, 1977        |
| | 4986 Osipovia           | вересня 23, 1979        |
| | 5016 Migirenko          | квітня 2, 1976          |
| | 5044 Shestaka           | серпня 18, 1977         |
| | 5083 Irinara            | березня 13, 1977        |
| | 5084 Gnedin             | березня 26, 1977        |
| | 5085 Hippocrene         | липня 14, 1977          |
| | 5086 Demin              | вересня 5, 1978         |
| | 5087 Emel'yanov         | вересня 12, 1978        |
| | 5219 Zemka              | квітня 2, 1976          |
| | 5220 Vika               | вересня 23, 1979        |
| | 5222 Ioffe              | жовтня 11, 1980         |
| | 5245 Maslyakov          | квітня 1, 1976          |
| | 5252 Vikrymov           | серпня 13, 1985         |
| | 5269 Paustovskij        | вересня 28, 1978        |
| | 5302 Romanoserra        | грудня 18, 1976         |
| | 5303 Parijskij          | жовтня 3, 1978          |
| | 5314 Wilkickia          | вересня 20, 1982        |
| | 5319 Petrovskaya        | вересня 15, 1985        |
| | 5343 Ryzhov             | вересня 23, 1977        |
| | 5344 Ryabov             | вересня 1, 1978         |
| | 5360 Rozhdestvenskij    | листопада 8, 1975       |
| | 5411 Liia               | січня 2, 1973           |
| | 5413 Smyslov            | березня 13, 1977        |
| | 5414 Sokolov            | вересня 11, 1977        |
| | 5415 Lyanzuridi         | жовтня 3, 1978          |
| | 5455 Surkov             | вересня 13, 1978        |
| | 5456 Merman             | квітня 25, 1979         |
| | 5458 Aizman             | жовтня 10, 1980         |
| | 5543 Sharaf             | жовтня 3, 1978          |
| | 5570 Kirsan             | квітня 4, 1976          |
| | 5614 Yakovlev           | листопада 11, 1979      |
| | 5661 Hildebrand         | серпня 14, 1977         |
| | 5707 Shevchenko         | квітня 2, 1976          |
| | 5714 Krasinsky          | серпня 14, 1982         |
| | 5794 Irmina             | вересня 24, 1976        |
| | 5839 GOI                | вересня 21, 1974        |
| | 5859 Ostozhenka         | березня 23, 1979        |
| | 5887 Yauza              | вересня 24, 1976        |
| | 5889 Mickiewicz         | березня 31, 1979        |
| | 5931 Zhvanetskij        | квітня 1, 1976          |
| | 5932 Prutkov            | квітня 1, 1976          |
| | 5933 Kemurdzhian        | серпня 26, 1976         |
| | 5935 Ostankino          | березня 13, 1977        |
| | 5936 Khadzhinov         | березня 29, 1979        |
| | 5988 Gorodnitskij       | квітня 1, 1976          |
| | 5989 Sorin              | серпня 26, 1976         |
| | 5990 Panticapaeon       | березня 9, 1977         |
| | 5991 Ivavladis          | квітня 25, 1979         |
| | 6075 Zajtsev            | квітня 1, 1976          |
| | 6164 Gerhardmüller      | вересня 9, 1977         |
| | 6165 Frolova            | серпня 8, 1978          |
| | 6167 Narmanskij         | серпня 27, 1979         |
| | 6219 Demalia            | серпня 8, 1978          |
| | 6232 Zubitskia[1]       | вересня 19, 1985        |
| | 6262 Javid              | вересня 1, 1978         |
| | 6356 Tairov             | серпня 26, 1976         |
| | 6357 Glushko            | вересня 24, 1976        |
| | 6358 Chertok            | січня 13, 1977          |
| | 6359 Dubinin            | січня 13, 1977          |
| | 6467 Prilepina          | жовтня 14, 1979         |
| | 6536 Vysochinska        | липня 14, 1977          |
| | 6537 Adamovich          | серпня 19, 1979         |
| | 6574 Gvishiani          | серпня 26, 1976         |
| | 6575 Slavov             | серпня 8, 1978          |
| | 6576 Kievtech           | вересня 5, 1978         |
| | 6589 Jankovich[1]       | вересня 19, 1985        |
| | 6622 Matvienko          | вересня 5, 1978         |
| | 6683 Karachentsov       | квітня 1, 1976          |
| | 6684 Volodshevchenko    | серпня 19, 1977         |
| | 6685 Boitsov            | серпня 31, 1978         |
| | 6753 Fursenko           | вересня 14, 1974        |
| | 6811 Kashcheev          | серпня 26, 1976         |
| | 6845 Mansurova          | травня 2, 1976          |
| | 7002 Bronshten          | липня 26, 1971          |
| | 7003 Zoyamironova       | вересня 25, 1976        |
| | 7008 Pavlov             | серпня 23, 1985         |
| | 7046 Reshetnev          | серпня 20, 1977         |
| | 7073 Rudbelia           | вересня 11, 1972        |
| | 7074 Muckea             | вересня 10, 1977        |
| | 7075 Sadovnichij        | вересня 24, 1979        |
| | 7106 Kondakov           | серпня 8, 1978          |
| | 7108 Nefedov            | вересня 2, 1981         |
| | 7216 Ishkov             | серпня 21, 1977         |
| | 7271 Doroguntsov        | вересня 22, 1979        |
| | 7319 Katterfeld         | вересня 24, 1976        |
| | 7322 Lavrentina         | вересня 22, 1979        |
| | 7323 Robersomma         | вересня 22, 1979        |
| | 7373 Stashis            | серпня 27, 1979         |
| | 7385 Aktsynovia         | жовтня 22, 1981         |
| | 7394 Xanthomalitia      | серпня 18, 1985         |
| | 7451 Verbitskaya        | серпня 8, 1978          |
| | 7452 Izabelyuria        | серпня 31, 1978         |
| | 7453 Slovtsov           | вересня 5, 1978         |
| | 7509 Gamzatov           | березня 9, 1977         |
| | 7628 Evgenifedorov      | серпня 19, 1977         |
| | 7629 Foros              | серпня 19, 1977         |
| | 7725 Sel'vinskij        | вересня 11, 1972        |
| | 7727 Chepurova          | березня 8, 1975         |
| | 7729 Golovanov          | серпня 24, 1977         |
| | 7910 Aleksola           | квітня 1, 1976          |
| | 7912 Lapovok            | серпня 8, 1978          |
| | 7924 Simbirsk[1]        | серпня 6, 1986          |
| | 7976 Pinigin            | серпня 21, 1977         |
| | 7980 Senkevich          | жовтня 3, 1978          |
| | 8062 Okhotsymskij       | березня 13, 1977        |
| | 8064 Lisitsa            | вересня 1, 1978         |
| | 8065 Nakhodkin          | березня 31, 1979        |
| | 8141 Nikolaev           | вересня 20, 1982        |
| | 8150 Kaluga             | серпня 24, 1985         |
| | 8246 Kotov              | серпня 20, 1979         |
| | 8248 Gurzuf             | жовтня 14, 1979         |
| | 8321 Akim               | березня 13, 1977        |
| | 8322 Kononovich         | вересня 5, 1978         |
| | 8339 Kosovichia         | вересня 15, 1985        |
| | 8446 Tazieff            | вересня 28, 1973        |
| | 8449 Maslovets          | березня 13, 1977        |
| | 8450 Egorov             | серпня 19, 1977         |
| | 8451 Gaidai             | вересня 11, 1977        |
| | 8470 Dudinskaya         | вересня 17, 1982        |
| | 8475 Vsevoivanov        | серпня 13, 1985         |
| | 8609 Shuvalov           | серпня 22, 1977         |
| | 8635 Yuriosipov         | серпня 13, 1985         |
| | 8781 Yurka              | квітня 1, 1976          |
| | 8783 Gopasyuk           | березня 13, 1977        |
| | 8785 Boltwood           | вересня 5, 1978         |
| | (8805) 1981 UM1         | жовтня 22, 1981         |
| | 8806 Fetisov            | жовтня 22, 1981         |
| | 8983 Rayakazakova       | березня 13, 1977        |
| | 8984 Derevyanko         | серпня 22, 1977         |
| | 8985 Tula[1]            | серпня 9, 1978          |
| | 9145 Shustov            | квітня 1, 1976          |
| | 9148 Boriszaitsev       | березня 13, 1977        |
| | 9155 Verkhodanov        | вересня 18, 1982        |
| | 9263 Khariton           | вересня 24, 1976        |
| | 9535 Plitchenko         | жовтня 22, 1981         |
| | 9549 Akplatonov[1]      | вересня 19, 1985        |
| | 9717 Lyudvasilia        | вересня 24, 1976        |
| | (9733) 1985 SC3[1]      | вересня 19, 1985        |
| | 9915 Potanin            | вересня 8, 1977         |
| | 9916 Kibirev            | жовтня 3, 1978          |
| | 9932 Kopylov            | серпня 23, 1985         |
| | 9933 Alekseev[1]        | вересня 19, 1985        |
| | 10005 Chernega          | вересня 24, 1976        |
| | 10010 Rudruna[1]        | серпня 9, 1978          |
| | 10011 Avidzba           | серпня 31, 1978         |
| | 10012 Tmutarakania[2]   | вересня 3, 1978         |
| | 10022 Zubov             | вересня 22, 1979        |
| | 10263 Vadimsimona       | вересня 24, 1976        |
| | 10264 Marov             | серпня 8, 1978          |
| | 10269 Tusi              | вересня 24, 1979        |
| | 10452 Zuev              | вересня 25, 1976        |
| | 10456 Anechka           | серпня 8, 1978          |
| | 10457 Suminov           | серпня 31, 1978         |
| | 10481 Esipov            | серпня 23, 1982         |
| | 10670 Seminozhenko      | серпня 14, 1977         |
| | 10671 Mazurova          | вересня 11, 1977        |
| | 10672 Kostyukova        | серпня 31, 1978         |
| | 10681 Khture            | жовтня 14, 1979         |
| | 10718 Samus'            | серпня 23, 1985         |
| | 10990 Okunev            | вересня 28, 1973        |
| | 10991 Dulov             | вересня 14, 1974        |
| | 11003 Andronov          | жовтня 14, 1979         |
| | 11011 KIAM              | жовтня 22, 1981         |
| | 11015 Romanenko         | вересня 17, 1982        |
| | 11257 Rodionta          | жовтня 3, 1978          |
| | 11264 Claudiomaccone    | жовтня 16, 1979         |
| | (11444) 1978 QA2        | серпня 31, 1978         |
| | 11785 Migaic            | січня 2, 1973           |
| | 11786 Bakhchivandji     | серпня 19, 1977         |
| | 11787 Baumanka          | серпня 19, 1977         |
| | (11788) 1977 QN2        | серпня 21, 1977         |
| | 11790 Goode             | вересня 1, 1978         |
| | 12185 Gasprinskij       | вересня 24, 1976        |
| | 12187 Lenagoryunova     | вересня 11, 1977        |
| | 12189 Dovgyj            | вересня 5, 1978         |
| | 12670 Passargea         | вересня 22, 1979        |
| | 12674 Rybalka           | вересня 7, 1980         |
| | (12975) 1973 SY5        | вересня 28, 1973        |
| | 12976 Kalinenkov        | серпня 26, 1976         |
| | 13005 Stankonyukhov     | вересня 18, 1982        |
| | 13009 Voloshchuk        | серпня 13, 1985         |
| | 13480 Potapov[1]        | серпня 9, 1978          |
| | (13482) 1979 HN5        | квітня 25, 1979         |
| | 13906 Shunda            | серпня 20, 1977         |
| | 13922 Kremenia[1]       | вересня 19, 1985        |
| | 14317 Antonov           | серпня 8, 1978          |
| | 14322 Shakura           | грудня 22, 1978         |
| | (14335) 1981 RR3        | вересня 3, 1981         |
| | (14346) 1985 QG5        | серпня 23, 1985         |
| | (14794) 1976 SD5        | вересня 24, 1976        |
| | 15673 Chetaev           | серпня 8, 1978          |
| | (15695) 1985 RJ5        | вересня 11, 1985        |
| | (16356) 1976 GV2        | квітня 1, 1976          |
| | (16358) 1976 YN7        | грудня 20, 1976         |
| | 16407 Oiunskij[1]       | вересня 19, 1985        |
| | 17354 Matrosov          | березня 13, 1977        |
| | 17356 Vityazev          | серпня 9, 1978          |
| | 18301 Konyukhov         | серпня 27, 1979         |
| | 19081 Mravinskij        | вересня 22, 1973        |
| | 19082 Vikchernov        | серпня 26, 1976         |
| | 19096 Leonfridman       | жовтня 14, 1979         |
| | (19915) 1974 RX1        | вересня 14, 1974        |
| | 19916 Donbass           | серпня 26, 1976         |
| | 20963 Pisarenko         | серпня 19, 1977         |
| | (22249) 1972 RF2        | вересня 11, 1972        |
| | (22254) 1978 TV2        | жовтня 3, 1978          |
| | (23406) 1977 QO3        | серпня 23, 1977         |
| | (23409) 1978 QF1        | серпня 31, 1978         |
| | (23410) 1978 QK2        | серпня 31, 1978         |
| | (24605) 1975 VZ8        | листопада 8, 1975       |
| | (24607) 1977 PC1        | серпня 14, 1977         |
| | (24608) 1977 SL         | вересня 18, 1977        |
| | (24647) 1985 QL5        | серпня 23, 1985         |
| | 24648 Evpatoria[1]      | вересня 19, 1985        |
| | 24649 Balaklava[1]      | вересня 19, 1985        |
| | (26075) 1978 PA3        | серпня 8, 1978          |
| | (26793) 1977 AC2        | січня 13, 1977          |
| | (27658) 1978 RV         | вересня 1, 1978         |
| | (29080) 1978 RK         | вересня 1, 1978         |
| | (30722) 1978 RN5        | вересня 6, 1978         |
| | (32734) 1978 RM         | вересня 1, 1978         |
| | (37530) 1977 RP7        | вересня 11, 1977        |
| | 37556 Svyaztie[3]       | серпня 28, 1982         |
| | (39509) 1981 US1        | жовтня 22, 1981         |
| | (48410) 1985 QJ5        | серпня 23, 1985         |
| | (52231) 1978 RX1        | вересня 5, 1978         |
| | (52263) 1985 QD6        | серпня 24, 1985         |
| | (69259) 1982 ST7        | вересня 18, 1982        |
| | (73638) 1975 VC9        | листопада 8, 1975       |
| 1. 1 спільно із Людмилою Черних 2. 2 спільно із Людмилою Карачкіною 3. 3 спільно із Браяном Марсденом |                         |                         |

|  | Ті роки були на рідкість багаті на різні астрономічні явища, і кожна така подія була для нас справжнім астрономічним святом: велике протистояння Марса в 1956 році, проходження Меркурія по диску Сонця, сонячні і місячні затемнення, дві яскраві комети — комета Аренда — Роланда весною 1957 року і комета Мркоса в серпні-вересні 1957 року, запуск перших радянських штучних супутників Землі. Особливо цікаві результати нам вдалося отримати по кометі Мркоса. Ми з Людмилою Іванівною тоді не передбачали, що в майбутньому нам доведеться зустрічатися особисто з першовідкривачем цієї знаменитої комети, видатним чехословацьким астрономом Антоніном Мркосом, приймати його у себе в Криму і бути у нього в гостях. |

1957 рік був оголошений Міжнародним геофізичним роком (МГР). У всьому світі проводилися комплексні дослідження в області геофізики і астрономії. Студенти Микола і Людмила Черних два літні сезони вели в Іркутську програму спостережень сріблястих хмар.
У 1958 році, ще на 4-му курсі, приступив до праці під керівництвом в лабораторії часу Льва Надєєва. Незабаром туди ж прийняли Людмилу.
Із спогадів Миколи Степановича:
|  | У трудовій книжці, яка на мене була заведена, в графі «Професія» було зроблено запис: «астроном». Щоб стати справжнім астрономом, мені треба було багато вчитися, але в лабораторії часу так називалася неофіційно посада — астроном-спостерігач. Спочатку я вів спостереження на пасажному інструменті за програмою визначення точного часу, а потім Лев Миколайович доручив мені встановлення і освоєння нового астрометричного інструменту — астролябії Данжона, отриманій за планом участі лабораторії в МГГ. Під керівництвом Надєєва я брав участь в установці і освоєнні нового приладу, розробці методики роботи з ним і складанні програми спостережень |

У 1961 році за порадою викладача Каверіна вступив до аспірантури у Інститут теоретичної астрономії в Ленінграді. У 1963 році при організації спостережень малих планет у Кримській астрофізичній обсерваторії на посаду спостерігача порекомендували молодого астронома Черних, який відразу підключився до спостережень автоматичної місячної станції «Луна-4».
Працюючи завідувачем лабораторії з дослідження малих планет Кримської астрофізичної обсерваторії АН СРСР, учений розробив оригінальну методику спостереження за малими планетами (астероїдами). Подружжя Черних — рекордсмени за кількістю відкритих небесних тіл: Микола виявив 537 малих планет і дві періодичні комети, Людмила за кількістю відкритих малих планет займає друге місце у світі серед жінок-астрономів — 268.
Спеціалізувався на астрометрії й динаміці малих тіл Сонячної системи. Відкрив декілька комет, у тому числі періодичні комети 74P/Смирнової — Черних і 101P/Черних. Також — багато астероїдов, зокрема 2867 Штейнс, 3372 Братійчук та астероїд групи «троянців» 2207 Антенор.
Працював зі своєю дружиною Людмилою, яка один з відкритих нею астероїдів назвала на його честь 6619 Коля. Астероїд 2325 Черних, відкритий Л. Мркосом (Чехія), був названий на честь подружжя Черних.

## Деякі відкриті астероїди
- 2254 Реквієм — на честь матері відкривача Меланії Петрівни Черних, яка померла у день відкриття астероїда 19 серпня 1977 року
- 2361 Гоголь
- 2427 Кобзар
- 2428 Каменяр
- 2431 Сковорода
- 2606 Одеса
- 2701 Херсон
- 2722 Абалакін
- 2727 Патон
- 2833 Радищев
- 3234 Хергіані
- 3242 Бахчисарай
- 3448 Нарбут
- 4520 Довженко
- 5889 Міцкевич
- 6358 Черток
- 6811 Кащеєв
- 8141 Миколаїв — на честь міста Миколаїв, в якому розташована Миколаївська астрономічна обсерваторія
- 8451 Гайдай
- 9717 Людвасилія — на честь Л. В. Шапошникової, директора Музею ім. Н. К. Реріха (Москва)
- 10010 Рудруна
- 13480 Потапов
- 16407 Ойунський
- 3653 Климишин